# Heterooecium amplectens
Heterooecium amplectens är en mossdjursart som först beskrevs av Walter Douglas Hincks 1881.  Heterooecium amplectens ingår i släktet Heterooecium och familjen Tendridae. Inga underarter finns listade i Catalogue of Life.